# Diego Lainez Leyva
Diego Lainez Leyva (Villahermosa, 9 giugno 2000) è un calciatore messicano, attaccante del Tigres UANL e della nazionale messicana.

## Caratteristiche tecniche
È un'ala sinistra dotata di buona tecnica, personalità e che cerca spesso l'uno contro uno.

## Carriera

### Club
Cresciuto nelle giovanili dell'América, ha esordito il 2 marzo 2018 (a 18 anni non ancora compiuti) in occasione dell'incontro di Copa México perso 2-1 contro il Santos Laguna.
Il 14 gennaio 2019 si è trasferito al Betis Siviglia.

### Nazionale
Debutta in nazionale maggiore il 7 settembre 2018 nell'amichevole persa per 4-1 contro l'Uruguay, in cui diventa il quinto debuttante più giovane nella storia della selezione messicana.
Nel 2019 ha partecipato ai Mondiali Under-20.
Nel 2021 ha vinto la medaglia di bronzo ai Giochi Olimpici di Tokyo.

## Statistiche

### Presenze e reti nei club
Statistiche aggiornate al 2 ottobre 2022
| Stagione            | Squadra             | Campionato          | Campionato | Campionato | Coppe nazionali | Coppe nazionali | Coppe nazionali | Coppe continentali | Coppe continentali | Coppe continentali | Altre coppe | Altre coppe | Altre coppe | Totale | Totale |
| Stagione            | Squadra             | Comp                | Pres       | Reti       | Comp            | Pres            | Reti            | Comp               | Pres               | Reti               | Comp        | Pres        | Reti        | Pres   | Reti   |
| ------------------- | ------------------- | ------------------- | ---------- | ---------- | --------------- | --------------- | --------------- | ------------------ | ------------------ | ------------------ | ----------- | ----------- | ----------- | ------ | ------ |
| 2016-2017           | América             | PD                  | 9          | 0          | cMX             | 1               | 0               | -                  | -                  | -                  | -           | -           | -           | 10     | 0      |
| 2017-2018           | América             | PD                  | 10+5       | 0          | cMX             | 6               | 0               | CCL                | 1                  | 0                  | CC          | 1           | 0           | 23     | 0      |
| 2018-gen. 2019      | América             | PD                  | 10+5       | 3+2        | cMX             | 3               | 0               | -                  | -                  | -                  | -           | -           | -           | 18     | 5      |
| Totale Club America | Totale Club America | Totale Club America | 39         | 5          |                 | 10              | 0               |                    | 1                  | 0                  |             | 1           | 0           | 51     | 5      |
| gen.-giu. 2019      | Real Betis          | PD                  | 12         | 0          | CR              | 2               | 0               | UEL                | 2                  | 1                  | -           | -           | -           | 16     | 1      |
| 2019-2020           | Real Betis          | PD                  | 15         | 0          | CR              | 3               | 1               | -                  | -                  | -                  | -           | -           | -           | 18     | 1      |
| 2020-2021           | Real Betis          | PD                  | 21         | 0          | CR              | 4               | 0               | -                  | -                  | -                  | -           | -           | -           | 25     | 0      |
| 2021-2022           | Real Betis          | PD                  | 7          | 0          | CR              | 2               | 2               | UEL                | 4                  | 0                  | -           | -           | -           | 13     | 2      |
| Totale Betis        | Totale Betis        | Totale Betis        | 55         | 0          |                 | 11              | 3               |                    | 6                  | 1                  |             | -           | -           | 72     | 4      |
| 2022-gen. 2023      | Braga               | PL                  | 6          | 1          | TP+CdL          | 1+3             | 1+0             | UEL                | 3                  | 0                  | -           | -           | -           | 13     | 2      |
| 2022-2023           | Tigres UANL         | PD                  | 20+6       | 0          | -               | -               | -               | CCL                | 5                  | 0                  | LC          | 4           | 0           | 24     | 0      |
| 2023-2024           | Tigres UANL         | PD                  | 21+6       | 3          | -               | -               | -               | CCL                | 5                  | 0                  | LC+CC       | 0+1         | 0+0         | 33     | 3      |
| Totale Tigres       | Totale Tigres       | Totale Tigres       | 33+10      | 3          |                 | -               | -               |                    | 9                  | 0                  |             | 5           | 0           | 57     | 3      |
| Totale carriera     | Totale carriera     | Totale carriera     | 150        | 9          |                 | 25              | 4               |                    | 19                 | 1                  |             | 6           | 0           | 200    | 14     |

### Cronologia presenze e reti in nazionale
| Cronologia completa delle presenze e delle reti in nazionale ― Messico | Cronologia completa delle presenze e delle reti in nazionale ― Messico | Cronologia completa delle presenze e delle reti in nazionale ― Messico | Cronologia completa delle presenze e delle reti in nazionale ― Messico | Cronologia completa delle presenze e delle reti in nazionale ― Messico | Cronologia completa delle presenze e delle reti in nazionale ― Messico | Cronologia completa delle presenze e delle reti in nazionale ― Messico | Cronologia completa delle presenze e delle reti in nazionale ― Messico |
| Data                                                                   | Città                                                                  | In casa                                                                | Risultato                                                              | Ospiti                                                                 | Competizione                                                           | Reti                                                                   | Note                                                                   |
| ---------------------------------------------------------------------- | ---------------------------------------------------------------------- | ---------------------------------------------------------------------- | ---------------------------------------------------------------------- | ---------------------------------------------------------------------- | ---------------------------------------------------------------------- | ---------------------------------------------------------------------- | ---------------------------------------------------------------------- |
| 7-9-2018                                                               | Los Angeles                                                            | Messico                                                                | 1 – 4                                                                  | Uruguay                                                                | Amichevole                                                             | -                                                                      | 66’                                                                    |
| 12-9-2018                                                              | Nashville                                                              | Stati Uniti                                                            | 1 – 0                                                                  | Messico                                                                | Amichevole                                                             | -                                                                      | 75’                                                                    |
| 23-3-2019                                                              | San Diego                                                              | Messico                                                                | 3 – 1                                                                  | Cile                                                                   | Amichevole                                                             | -                                                                      | 82’                                                                    |
| 27-3-2019                                                              | Santa Clara                                                            | Messico                                                                | 4 – 2                                                                  | Paraguay                                                               | Amichevole                                                             | -                                                                      | 46’                                                                    |
| 12-10-2019                                                             | Hamilton                                                               | Bermuda                                                                | 1 – 5                                                                  | Messico                                                                | CONCACAF Nations League 2019-2020 - 2º turno                           | -                                                                      | 72’                                                                    |
| 13-10-2020                                                             | L'Aia                                                                  | Algeria                                                                | 2 – 2                                                                  | Messico                                                                | Amichevole                                                             | 1                                                                      | 63’                                                                    |
| 17-11-2020                                                             | Graz                                                                   | Giappone                                                               | 0 – 2                                                                  | Messico                                                                | Amichevole                                                             | -                                                                      | 89’                                                                    |
| 27-3-2021                                                              | Cardiff                                                                | Galles                                                                 | 1 – 0                                                                  | Messico                                                                | Amichevole                                                             | -                                                                      | 89’                                                                    |
| 30-3-2021                                                              | Wiener Neustadt                                                        | Costa Rica                                                             | 0 – 1                                                                  | Messico                                                                | Amichevole                                                             | -                                                                      | 65’                                                                    |
| 29-5-2021                                                              | Arlington                                                              | Messico                                                                | 2 – 1                                                                  | Islanda                                                                | Amichevole                                                             | -                                                                      | 81’                                                                    |
| 3-6-2021                                                               | Denver                                                                 | Messico                                                                | 0 – 0 dts (5 – 4 dtr)                                                  | Costa Rica                                                             | CONCACAF Nations League 2019-2020 - Semifinale                         | -                                                                      |                                                                        |
| 7-6-2021                                                               | Denver                                                                 | Stati Uniti                                                            | 3 – 2 dts                                                              | Messico                                                                | CONCACAF Nations League 2019-2020 - Finale                             | 1                                                                      | 66’                                                                    |
| 12-6-2021                                                              | Atlanta                                                                | Messico                                                                | 0 – 0                                                                  | Honduras                                                               | Amichevole                                                             | -                                                                      |                                                                        |
| 30-6-2021                                                              | Nashville                                                              | Messico                                                                | 3 – 0                                                                  | Panama                                                                 | Amichevole                                                             | 1                                                                      | 74’                                                                    |
| 27-1-2022                                                              | Kingston                                                               | Giamaica                                                               | 1 – 2                                                                  | Messico                                                                | Qual. Mondiali 2022                                                    | -                                                                      | 54’                                                                    |
| 2-2-2022                                                               | Città del Messico                                                      | Messico                                                                | 1 – 0                                                                  | Panama                                                                 | Qual. Mondiali 2022                                                    | -                                                                      | 66’                                                                    |
| 27-3-2022                                                              | San Pedro Sula                                                         | Honduras                                                               | 0 – 1                                                                  | Messico                                                                | Qual. Mondiali 2022                                                    | -                                                                      | 67’                                                                    |
| 28-5-2022                                                              | Arlington                                                              | Messico                                                                | 2 – 1                                                                  | Nigeria                                                                | Amichevole                                                             | -                                                                      | 79’                                                                    |
| 11-6-2022                                                              | Torreón                                                                | Messico                                                                | 3 – 0                                                                  | Suriname                                                               | CONCACAF Nations League 2022-2023 - 1º turno                           | -                                                                      | 81’                                                                    |
| 14-6-2022                                                              | Kingston                                                               | Giamaica                                                               | 1 – 1                                                                  | Messico                                                                | CONCACAF Nations League 2022-2023 - 1º turno                           | -                                                                      | 67’                                                                    |
| 28-9-2022                                                              | Santa Clara                                                            | Messico                                                                | 2 – 3                                                                  | Colombia                                                               | Amichevole                                                             | -                                                                      | 77’                                                                    |
| 23-3-2023                                                              | Paramaribo                                                             | Suriname                                                               | 0 – 2                                                                  | Messico                                                                | CONCACAF Nations League 2022-2023 - 1º turno                           | -                                                                      | 86’                                                                    |
| 26-3-2023                                                              | Città del Messico                                                      | Messico                                                                | 2 – 2                                                                  | Giamaica                                                               | CONCACAF Nations League 2022-2023 - 1º turno                           | -                                                                      | 62’                                                                    |
| 10-6-2023                                                              | San Diego                                                              | Messico                                                                | 2 – 2                                                                  | Camerun                                                                | Amichevole                                                             | -                                                                      | 62’                                                                    |
| 2-7-2023                                                               | Santa Clara                                                            | Messico                                                                | 0 – 1                                                                  | Qatar                                                                  | Gold Cup 2023 - 1º turno                                               | -                                                                      | 60’                                                                    |
| 12-7-2023                                                              | Paradise                                                               | Giamaica                                                               | 0 – 3                                                                  | Messico                                                                | Gold Cup 2023 - Semifinale                                             | -                                                                      | 87’                                                                    |
| 7-9-2024                                                               | Pasadena                                                               | Messico                                                                | 3 – 0                                                                  | Nuova Zelanda                                                          | Amichevole                                                             | -                                                                      | 60’                                                                    |
| 10-9-2024                                                              | Arlington                                                              | Messico                                                                | 0 – 0                                                                  | Canada                                                                 | Amichevole                                                             | -                                                                      | 83’                                                                    |
| 15-10-2024                                                             | Guadalajara                                                            | Messico                                                                | 2 – 0                                                                  | Stati Uniti                                                            | Amichevole                                                             | -                                                                      | 69’                                                                    |
| Totale                                                                 |                                                                        | Presenze                                                               | 29                                                                     |                                                                        | Reti                                                                   | 3                                                                      |                                                                        |

## Palmarès

### Club

#### Competizioni nazionali
- Campionato messicano: 2

América: Apertura 2018
Tigres: Clausura 2023
- Coppa di Spagna: 1

Betis: 2021-2022

#### Competizioni internazionali
- Campeones Cup: 1

Tigres: 2023

#### Nazionale
- Bronzo olimpico: 1

Tokyo 2020
- Gold Cup: 1

2023